# Rijn-Ruhr Stadtbahn
De Rijn-Ruhr Stadtbahn is een sneltram-netwerk (Duits: Stadtbahn, Engles: lightrail) in een groot deel van de Metropoolregio Rijn-Ruhr met als opdrachtgever Verkehrsverbund Rhein-Ruhr (VRR). Speciaal voor dit netwerk en dat van Keulen-Bonn is een sneltramvoertuig ontwikkeld, dat kortweg Stadtbahnwagen B heet.

## Kenmerken
De Rijn-Ruhr Stadtbahn is vanaf de vroege jaren 1970 ontwikkeld uit het toen omvangrijke tramnet. Enkele belangrijke veranderingen ten opzichte van dit netwerk zijn:
- lijnen op straat in de stad en aan de kant van de weg buiten de kom → veelal kruisingvrij en in de binnensteden ondergronds
- in- en uitstappen op straat of haltes met lage perrons → haltes met hoge perrons zodat gelijkvloerse instap mogelijk is
- reguliere trams op meterspoor → comfortabelere sneltrams op normaalspoor

Zowel in Dortmund als in Düsseldorf heeft men van dit oorspronkelijke idee afgeweken door op enkele stadtbahnlijnen ook met reguliere trams (met lagevloer) te rijden. Dit geldt ook voor Essen, maar daar heeft men voor die lijnen tramnummering aangehouden. Deze nummering schrijft drie cijfers voor bij reguliere tramlijnen en een U plus twee cijfers bij Stadtbahnlijnen.

## Tramnetten
Behalve in Dortmund worden nog alle Stadtbahnlijnen aangevuld met reguliere tramnetten:
- Bochum: Stadtbahn van Bochum en Herne met de tram van Bochum en Gelsenkirchen
- Dortmund: Stadtbahn van Dortmund
- Duisburg: Stadtbahn van Duisburg met de tram van Duisburg, Dinslaken
- Düsseldorf: Stadtbahn van Düsseldorf met de tram van Düsseldorf ook in Neuss en de tram van Krefeld
- Essen: Stadtbahn van Essen met de tramnetten van Essen, Mülheim en Oberhausen

Hierbuiten vallen de lijnen in de regio Rijn-Sieg:
- Bonn: Stadtbahn van Bonn met de tram van Bonn
- Keulen: Stadtbahn van Keulen (de tram van Keulen is geleidelijk omgebouwd tot Stadtbahn)

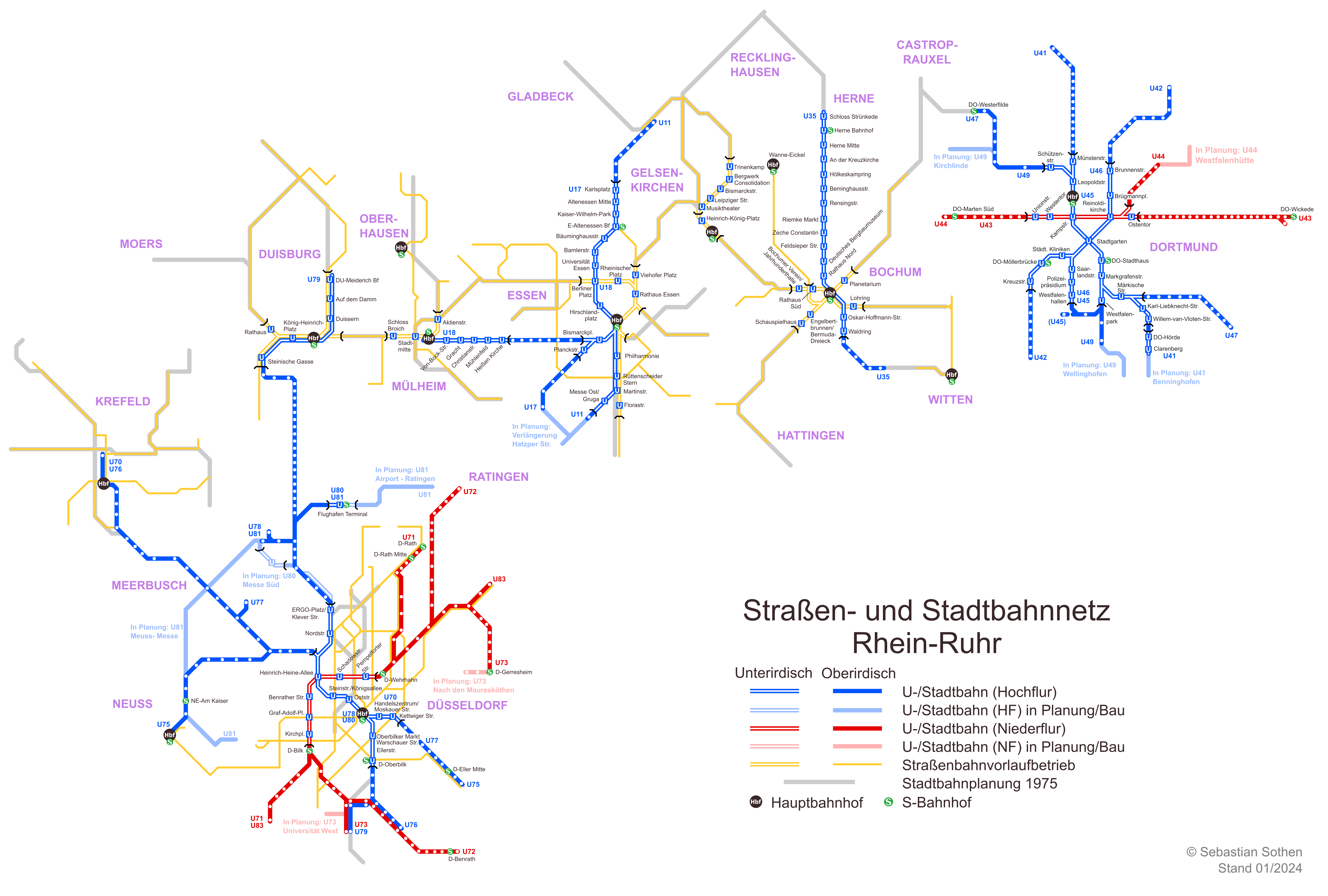
Stadtbahn- en tramnetwerk van de regio Rijn-Ruhr (2024)

## Materieel
Met hoge vloer
- Düwag GT8SU
- Düwag M/N (meterspoorlijnen in Essen)
- Düwag Stadtbahnwagen B
- Linke-Hofmann-Busch P86/P89
- Stadler Tango
- CAF LRV
- Bombardier HF6
- Siemens HFx

Met lage vloer
- Siemens NF8U
- Bombardier NGT8